# Plesso venoso vaginale
Il plesso venoso vaginale è un'intricata struttura venosa che drena il sangue refluo proveniente dalla vagina.

## Anatomia
Le vene che compongono il plesso venoso vaginale decorrono lungo la superficie laterale della vagina accogliendo i vasi venosi provenienti dalle pareti vaginali. Il plesso venoso vaginale si anastomizza con il plesso venoso rettale, uterino e vescicale. I vasi che compongono il plesso confluiscono nelle vene vaginali e nelle vene uterine, confluenti nelle vene iliache.
L'anastomosi con il plesso emorroidario fa in modo che a livello della vagina si stabilisca una comunicazione tra il sistema della vena porta e quello della vena cava inferiore.